# Orzewo
Orzewo – osada w Polsce, w województwie lubuskim, w powiecie zielonogórskim, w gminie Świdnica.
Do 2023 miejscowość była przysiółkiem wsi Radomia.
W latach 1975–1998 miejscowość administracyjnie należała do województwa zielonogórskiego.
Do roku 1994 osada nazywała się Radomia II.